# Bahnhof Duisburg-Großenbaum
Der Bahnhof Duisburg-Großenbaum ist ein Bahnhof im Duisburger Stadtteil Großenbaum. Er liegt an der Bahnstrecke Köln–Duisburg etwa 7 Kilometer südlich von Duisburg Hauptbahnhof und wird von der S-Bahn Rhein-Ruhr bedient. Er wurde im Jahr 1846 eröffnet.
Der Bahnhof liegt zentral in Duisburg-Großenbaum. Im ehemaligen Empfangsgebäude befinden sich unter anderem das Restaurant und die Veranstaltungslocation Gleis 3.

## Anlagen
Der Bahnhof besitzt an der S-Bahn-Strecke einen teilüberdachten Mittelbahnsteig mit einer Bahnsteighöhe von 96 cm über Schienenoberkante und einer Länge von 164 Metern. Der Bahnsteig verfügt über einen Aufzug und ist vollständig barrierefrei.
Die Strecke der Fernbahn verfügt über keine Bahnsteiganlagen mehr. Im Bahnhof enden von Norden die vorwiegend im Güterverkehr genutzten eingleisigen Strecken Duisburg Hbf–Duisburg-Großenbaum und Duisburg-Buchholz–Duisburg-Großenbaum. Südlich des Bahnhofes ist die Strecke nur viergleisig.
Der Bahnhof wird von der S-Bahn-Linie 1 der S-Bahn Rhein-Ruhr bedient.
| Linie | Verlauf | Takt                                                                            |
| ----- | --- | ------------------------------------------------------------------------------- |
| S 1   | Solingen Hbf – SG-Vogelpark – Hilden Süd – Hilden – D-Eller – D-Eller Mitte – D-Oberbilk – D-Volksgarten – Düsseldorf Hbf – D-Wehrhahn – D-Zoo – D-Derendorf – D-Unterrath – D-Flughafen – Angermund – DU-Rahm – DU-Großenbaum – DU-Buchholz – DU-Schlenk – Duisburg Hbf – MH-Styrum – Mülheim (Ruhr) Hbf – E-Frohnhausen – Essen West – Essen Hbf – E-Steele – E-Steele Ost – E-Eiberg – Wattenscheid-Höntrop – BO-Ehrenfeld – Bochum Hbf – BO-Langendreer West – BO-Langendreer – DO-Kley – DO-Oespel – DO-Universität – DO-Dorstfeld Süd – DO-Dorstfeld – Dortmund Hbf Stand: Fahrplanwechsel Dezember 2023 | 30 min 20 min (Solingen–Duisburg wochentags) 15 min (Essen–Dortmund wochentags) |

Er wird von mehreren Buslinien der Duisburger Verkehrsgesellschaft angefahren.
| Linie | Verlauf | Takt                      |
| ----- | --- | ------------------------- |
| 934   | Betriebshof Am Unkelstein1 – Innenhafen – Holzhafen – Schillerplatz – Duisburg Hbf – Duisburg Hbf Osteingang – Neudorf – Klinikum Duisburg – Am See2 – Buchholz – Unfallklinik – Großenbaum Bf Ostseite3 | 15 min (1-2) 30 min (1-3) |
| 940   | Huckingen St.-Anna-Krankenhaus – Angerbogen – Huckinger Markt – Wanheim-Angerhausen – Buchholz – Unfallklinik – Großenbaum Bf Ostseite – Rahm                                                            |                           |